# Superboy (Fernsehserie)
Superboy ist der Name einer US-amerikanischen Fernsehserie aus den 1980er/90er Jahren. Sie schildert das Leben des fiktiven Comicsuperhelden Superboy, den jugendlichen Superman, während seiner Zeit an der Universität.

## Handlung
Die Serie wurde während der vierjährigen Laufzeit mehrfach umstrukturiert. Die ersten beiden Staffeln behandeln das Leben Clark Kents an der Universität, seine heroischen Taten als Superboy und seine Beziehung zu seiner Jugendliebe Lana Lang. Ab der zweiten Staffel werden zunehmend Comic-Gegner Superboys bzw. Supermans eingeführt wie bspw. Lex Luthor, Mr. Mxyzptlk oder Metallo. Ab der 3. Staffel wechselt der Handlungsort von der Universität zu einer Behörde für Extraterrestrische Angelegenheiten. Der Stil der Serie wird dabei deutlich düsterer.

## Absetzung
Die Serie hatte gute Quoten, so dass man gerne noch eine 5. und 6. Staffel produziert hätte. Letztlich scheiterte dies jedoch an rechtlichen Problemen hinsichtlich der Verfilmungsrechte des Superman-Franchises.